# Узинбулацький сільський округ
Узинбула́цький сільський округ (каз. Ұзынбұлақ ауылдық округі, рос. Узынбулакский сельский округ) — адміністративна одиниця в Кегенському районі Алматинської області Казахстану. Адміністративний центр — село Узинбулак.
Населення — 2551 особа (2021; 3157 у 2009, 3297 у 1999, 4015 у 1989).
Станом на 1989 рік існувала Узунбулацька сільська рада (села Аксай, Жалаули, Узунбулак).

## Склад
До складу округу входять такі населені пункти:
| Населений пункт | Населення, осіб (1989) | Населення, осіб (1999) | Населення, осіб (2009) | Населення, осіб (2021) |
| --------------- | ---------------------- | ---------------------- | ---------------------- | ---------------------- |
| Аксай, село     | 909                    | 720                    | 939                    | 757                    |
| --Аласа         | -                      | -                      | -                      | 8                      |
| --Кайки         | -                      | -                      | -                      | 7                      |
| --Темірлік      | -                      | -                      | 2                      | 11                     |
| Жалаули, село   | 882                    | 883                    | 810                    | 587                    |
| --Аккамба       | -                      | -                      | -                      | 3                      |
| --Мар-Отарлари  | -                      | -                      | -                      | 7                      |
| --Шопкоймаси    | -                      | -                      | -                      | 8                      |
| Узинбулак, село | 2224                   | 1694                   | 1405                   | 1152                   |
| --Кортогай      | -                      | -                      | 1                      | 4                      |
| --Шопкоймаси    | -                      | -                      | -                      | 7                      |